# Список серий телесериала «Нет места милее дома родного»

## Обзор сезонов
| Сезон | Сезон | Эпизоды | Оригинальная дата показа | Оригинальная дата показа |
| Сезон | Сезон | Эпизоды | Премьера сезона          | Финал сезона             |
| ----- | ----- | ------- | ------------------------ | ------------------------ |
|       | 1     | 13      | 18 апреля 2013           | 21 июля 2013             |
|       | 2     | 10      | 11 мая 2014              | 13 июля 2014             |
|       | 3     | 10      | 27 сентября 2015         | 29 ноября 2015           |
|       | 4     | 12      | 11 сентября 2016         | 27 ноября 2016           |

## Список серий

### Сезон 1 (2013)
| № общий | № в сезоне | Название                                        | Режиссёр        | Автор сценария            | Дата премьеры  | Зрители в США (млн) |
| --- | ---------- | ----------------------------------------------- | --------------- | ------------------------- | -------------- | ------------------- |
| 1 | 1          | «The Prodigal Daughter» «Блудная дочь»          | Роджер Хогман   | Трент Аткинсон и Беван Ли | 28 апреля 2013 | 1.77                |
| В благодарность за оказанные услуги его матери, Джордж Блайт приглашает Сару на ужин со всей его семьей. После ужина, Сара спасает Джеймса, сына Джорджа, который пытается покончить жизнь самоубийством. В страхе, что его семья узнает об этом, он просит Сару никому об этом не рассказывать. |            |                                                 |                 |                           |                |                     |
| 2 | 2          | «The Welcome Mat» «Радушное приветствие»        | Линн-Мари Дэнзи | Трент Аткинсон            | 5 мая 2013     | 1.31                |
| Понимая, что пока Сара здесь, спокойствию семьи Блайтов угрожает опасность, Элизабет решает предпринять кое-какие меры, чтобы узнать, кем является эта Сара Адамс. |            |                                                 |                 |                           |                |                     |
| 3 | 3          | «Truth Will Out» «Всё тайное становится явным»  | Линн-Мари Дэнзи | Трент Аткинсон            | 12 мая 2013    | 1.18                |
| Устав от постоянного противостояния, Сара рассказывает Джорджу о попытке самоубийства сына и решает уехать из города. |            |                                                 |                 |                           |                |                     |
| 4 | 4          | «The Mona Lisa Smile» «Улыбка Моны Лизы»        | Марк Джофф      | Трент Аткинсон            | 19 мая 2013    | 1.15                |
| Первый рабочий день Сары не прошел без приключений. Отправившись по вызову, она становится свидетельницей самоубийства друга Джека. |            |                                                 |                 |                           |                |                     |
| 5 | 5          | «Day of Atonement» «День искупления»            | Марк Джофф      | Рик Хелд                  | 26 мая 2013    | 1.16                |
| Оливия начинает догадываться о тайне, которую так хотят скрыть Джеймс и Элизабет. |            |                                                 |                 |                           |                |                     |
| 6 | 6          | «That's Amore» «Это любовь»                     | Линн Хегарти    | Хамильтон Бадд            | 2 июня 2013    | TBA                 |
| Анна и Джино продолжают тайные встречи. Отношения Оливии и Джеймса на пределе, тогда как она пытается определить его любовника. |            |                                                 |                 |                           |                |                     |
| 7 | 7          | «Boom!» «Бум!»                                  | Линн Хегарти    | Тони Морфетт              | 9 июня 2013    | TBA                 |
| Сара получает известие о болезни матери и едет в Сидней с Джорджем и Анной. Элизабет решает рассказать Оливии секрет Джеймса в надежде спасти их брак, но Оливия плохо реагирует на такое откровение. Тем временем Анна просит свою тетю Керолайн о помощи в приобретении средств контрацепции.  |            |                                                 |                 |                           |                |                     |
| 8 | 8          | «Worlds Apart» «Из разных миров»                | Линн-Мари Дэнзи | Сара Уокер                | 16 июня 2013   | TBA                 |
| Элизабет ложится в больницу. Анна и Джино, видя её состояние, решают ничего не рассказывать о своих отношениях, но мать Джино находит контрацептивы в комнате Анны. |            |                                                 |                 |                           |                |                     |
| 9 | 9          | «Cane Toad» «Из Квинсленда с любовью»           | Линн-Мари Дэнзи | Трент Аткинсон            | 23 июня 2013   | TBA                 |
| Сара и Джордж начинают тайно встречаться. Анна пытается сблизить отца с Сарой, надеясь, что тогда ему будет легче принять её отношения с Джино. |            |                                                 |                 |                           |                |                     |
| 10 | 10         | «Lest We Forget» «Кто старое помянет...»        | Иэн Бэрри       | Трент Аткинсон            | 30 июня 2013   | TBA                 |
| Накануне Дня Памяти в город по просьбе Джорджа прибывает японская делегация. Зная о реакции на это, Джордж просит Джека помочь. |            |                                                 |                 |                           |                |                     |
| 11 | 11         | «True to Your Heart» «Будь верен сердцу своему» | Иэн Бэрри       | Беван Ли                  | 7 июля 2013    | TBA                 |
| Элизабет выписывают из больницы и она просит Реджину уехать. Из-за растущего напряжения в доме Оливия и Джеймс решает переехать в город. Элизабет, узнав о романе Джорджа и Сары, вынуждает его бросить её, но он отказывается. Анна рассказывает Джино о беременности.                          |            |                                                 |                 |                           |                |                     |
| 12 | 12         | «New Beginning» «С чистого листа»               | Марк Джофф      | Беван Ли                  | 14 июля 2013   | TBA                 |
| 13 | 13         | «Secret Love» «Тайное влечение»                 | Марк Джофф      | Беван Ли                  | 21 июля 2013   | TBA                 |